# Snöbollschampinjon
Snöbollschampinjon (Agaricus arvensis) är en svampart i familjen Agaricaceae. Den är en matsvamp och räknas till en av de läckraste champinjonerna och har i flertalet svampböcker statusen trestjärnig matsvamp. Den beskrivs som att ha frisk nötsmak. Lukten har även beskrivits som att likna anis. De är saprofyter. De finns i stora delar av Europa, Asien och Nordamerika. På engelska kallas svampen "horse mushroom", "hästsvamp", för sin benägenhet att växa i närheten av stall. I Sverige har svamparna en lång säsong och kan komma upp från juli fram till oktober. Snöbollschampinjon kan förväxlas med vit flugsvamp som är dödligt giftig.

## Beskrivning
Snöbollschampinjoner växer i hagmarker, parker, feta gräsmattor eller under granar från sommar till höst. Det är ingen ovanlighet att se den i stadsparker. Unga exemplar är närmast klotrunda, och om de vänds kan man se den karaktäristiskt "kugghjulsformade" ringen. På äldre exemplar spricker ringen upp och blottar skivorna som först är ljust grårosa, och på åldrande exemplar närmast svarta. Vid brytning eller beröring av svampen gulnar den svagt efter en stund.
Till föda rekommenderas främst unga och medelstora exemplar. Äldre exemplar är ofta angripna av larver som äter omfattande gångsystem i framförallt foten, men även hatten. Snöbollschampinjoner har liksom kungschampinjon vid undersökningar visat sig innehålla höga halter av tungmetallen kadmium som de anrikar. Ytterligare senare studier har dock visat att mycket av detta går rakt genom kroppen efter att en människa ätit svampen. Men trots detta rekommenderas inte att äta stora mängder av svampen vid ett och samma tillfälle. Champinjoner som inte tycks anrika kadmium är ängschampinjon och skogschampinjon.

## Galleri

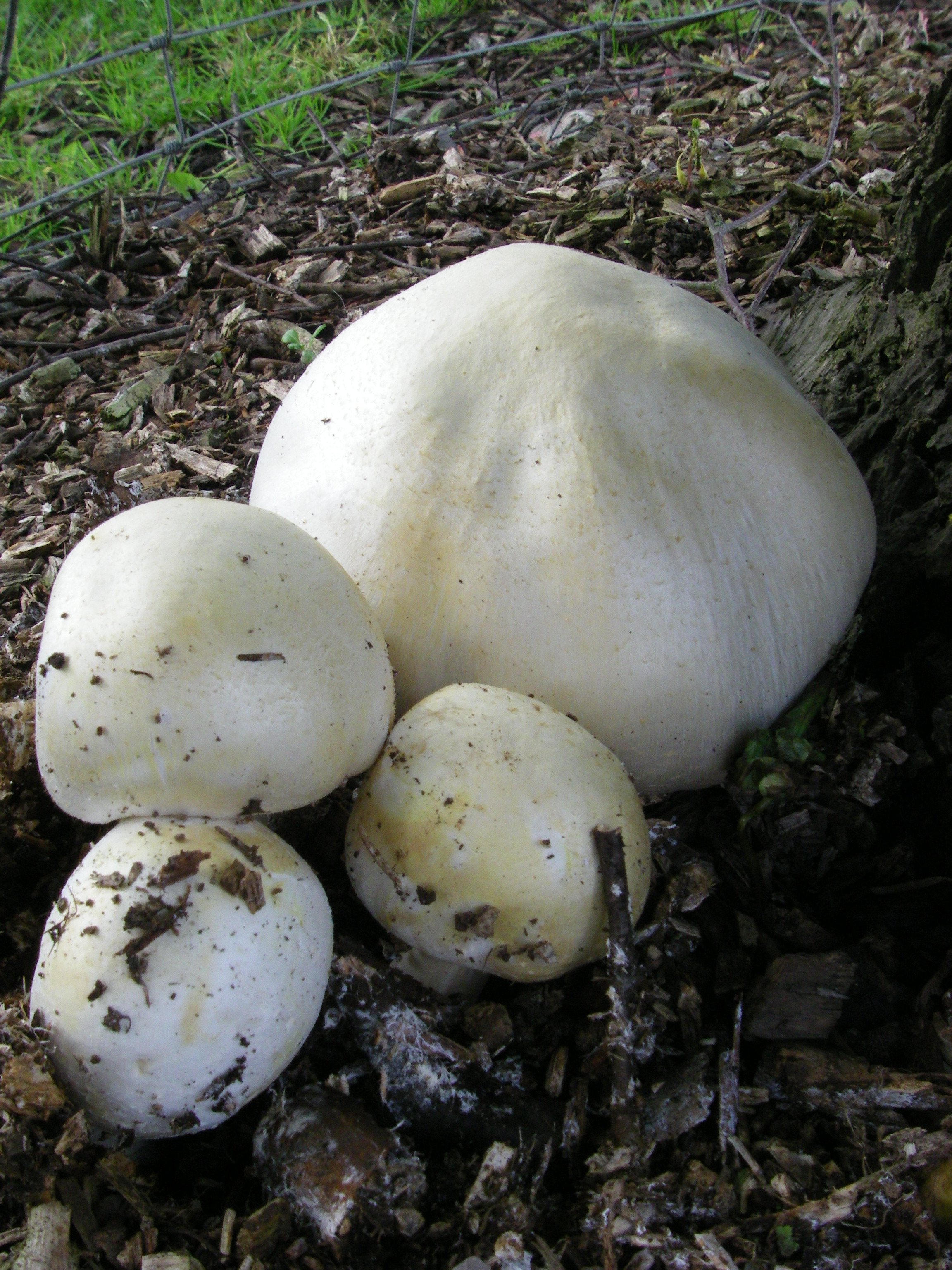
En liten grupp snöbollschampinjoner.
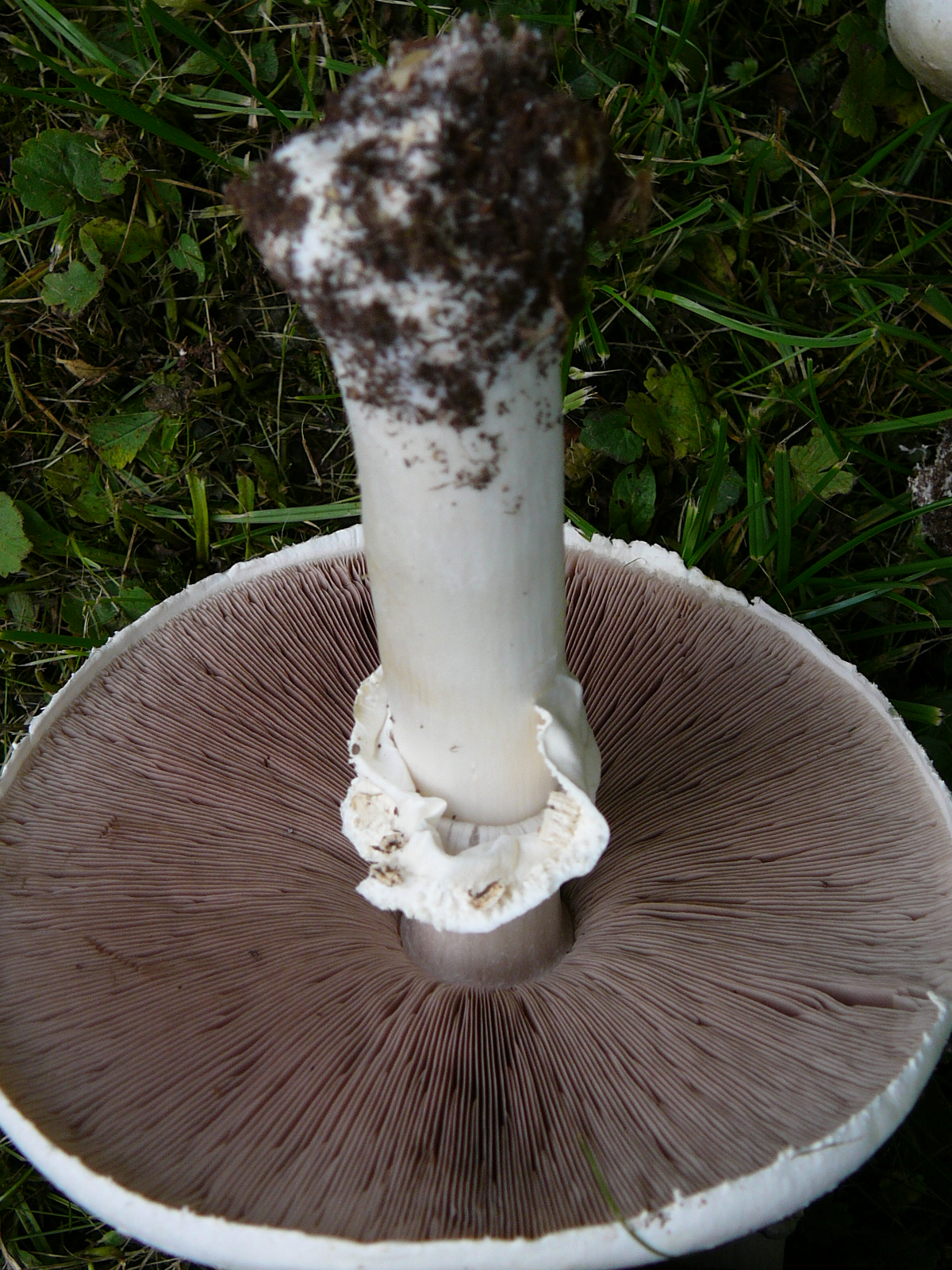
Äldre exemplar av snöbollschampinjon, notera skivornas grårosa färg.
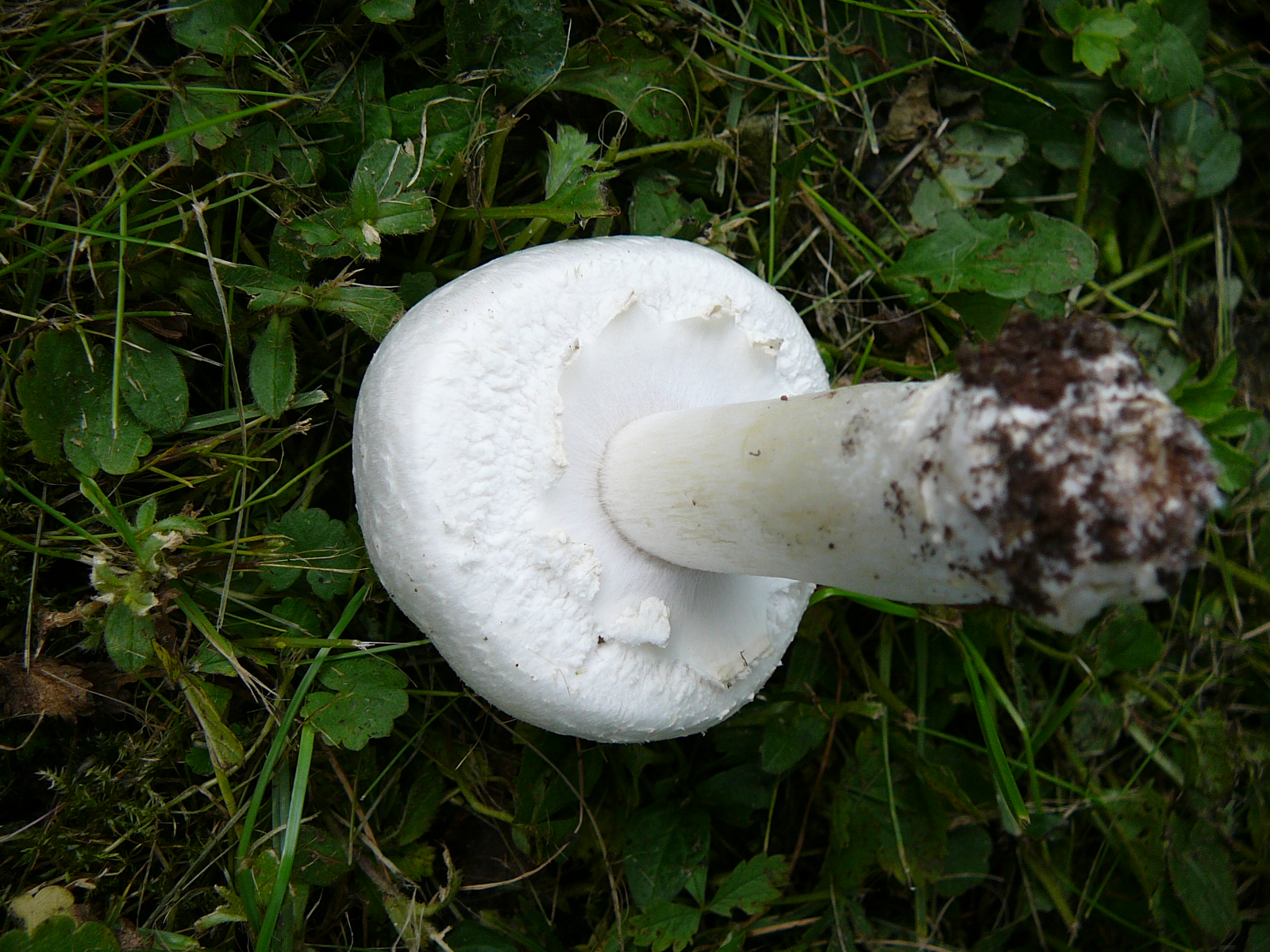
Ungt exemplar som visar den karaktäristiska "kugghjulsformen" på ringen.
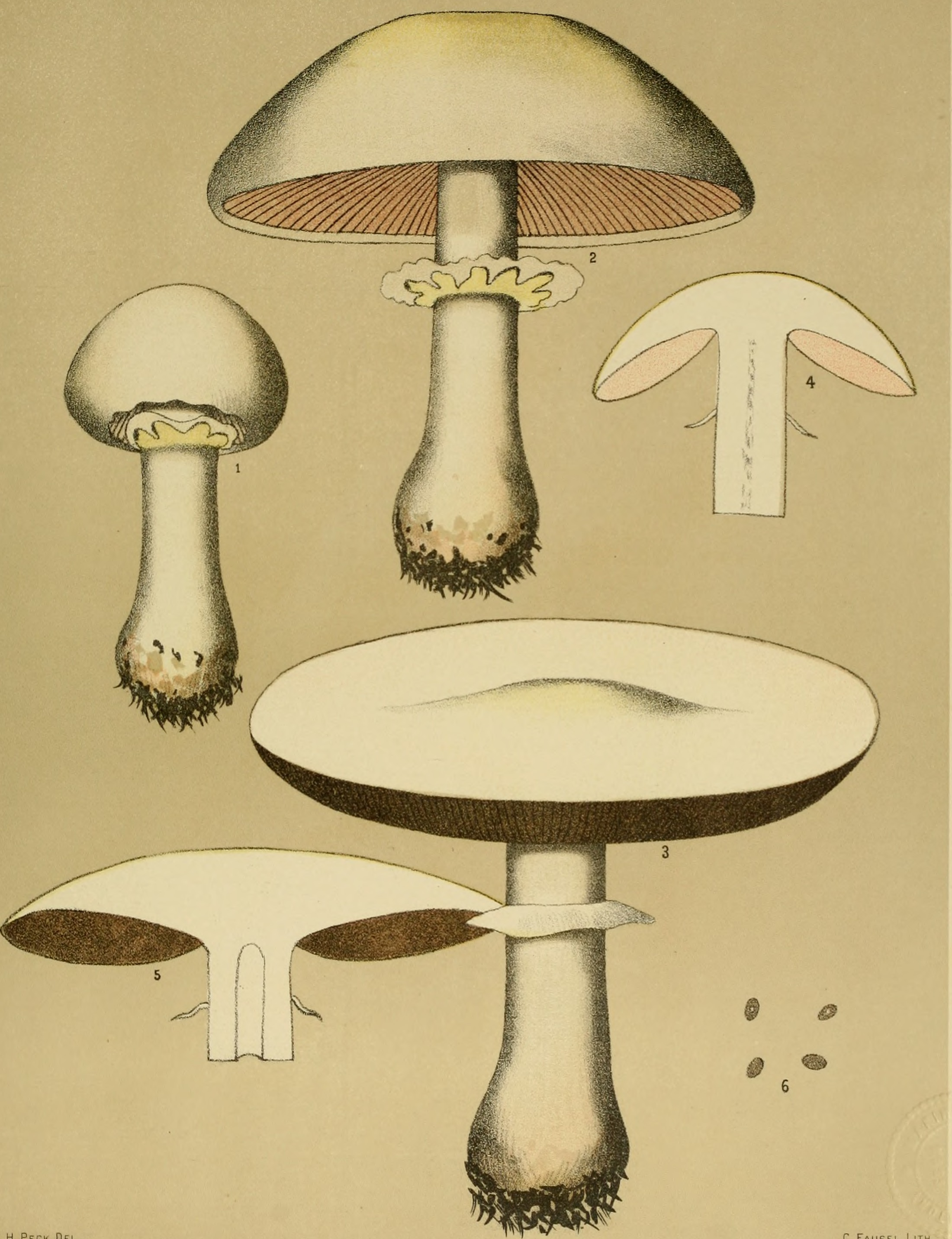
Avbildning från 1897.

## Förväxlingssvampar
Små snöbollschampinjoner kan vara förvillande lika den dödligt giftiga vita flugsvampen vilket har lett till ett flertal svåra förgiftningar av organ och dödsfall. När de blir större blir skillnaderna tydligare mellan svamparna. De viktigaste är att champinjoner saknar strumpa på foten, vilket flugsvampar har, samt att vit flugsvamp har vita skivor, till skillnad från champinjoner som har färgade skivor. Ytterligare en skillnad är att champinjoner alltid har torra hattar, till skillnad från vit flugsvamp som vid väta och regn får slemmiga hattar. Vit flugsvamp föredrar dessutom fuktigare skogsmark med exempelvis blåbärsris och mossa.
Det finns även en ganska ovanlig champinjon, kallad karbolchampinjon eller giftchampinjon som vid slarvigt påseende kan förväxlas med snöbollschampinjon. De luktar inte angenämt som snöbollschampinjoner och gulnar kraftigt vid tryck och snitt.
Det finns också en snarlik ätlig men ovanlig champinjon som heter knölchampinjon.

## Galleri, skillnad mellan snöbollschampinjon och vit flugsvamp

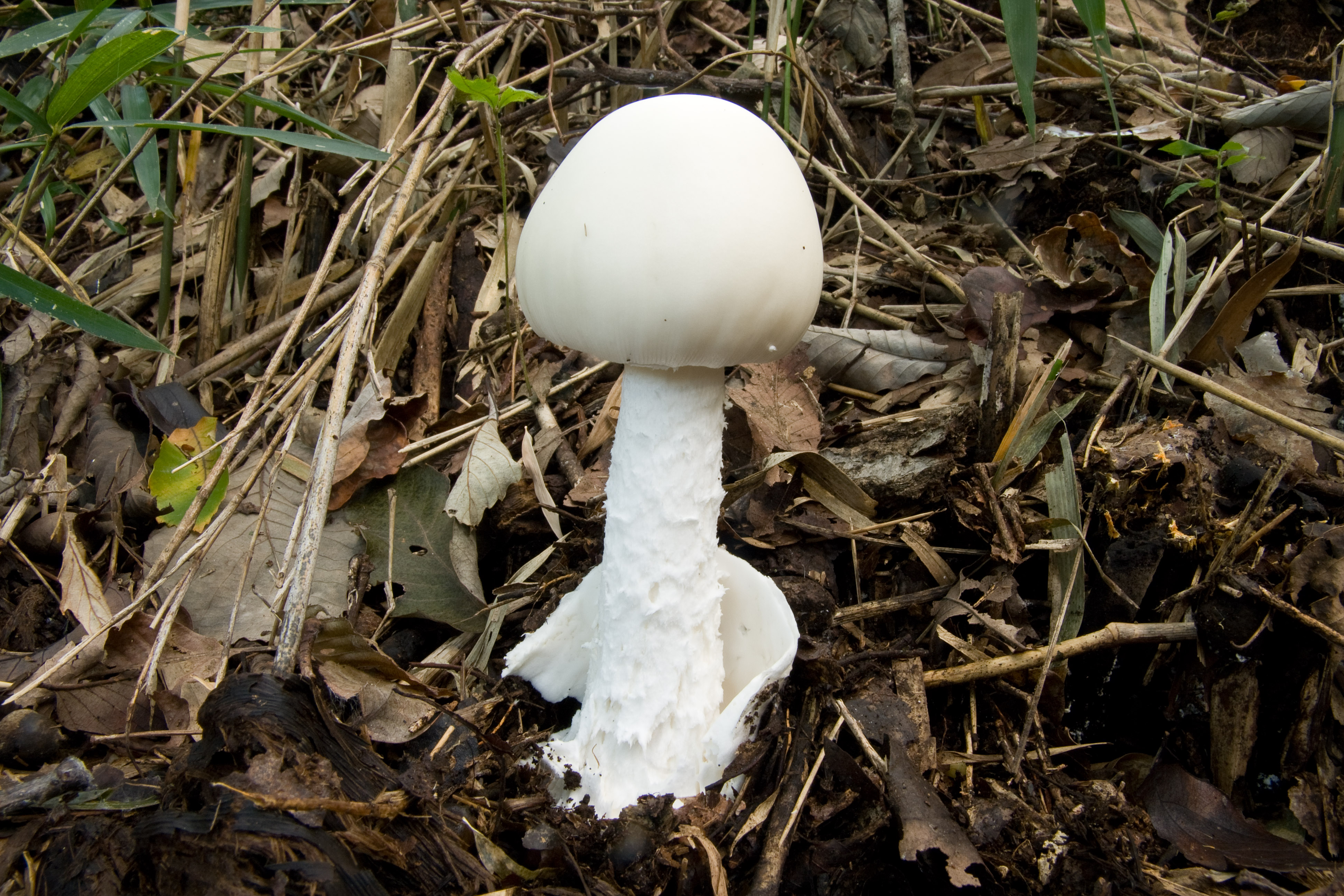
Vit flugsvamp†† (dödligt giftig), notera "strumpan" invid basen som helt saknas hos snöbollschampinjon.
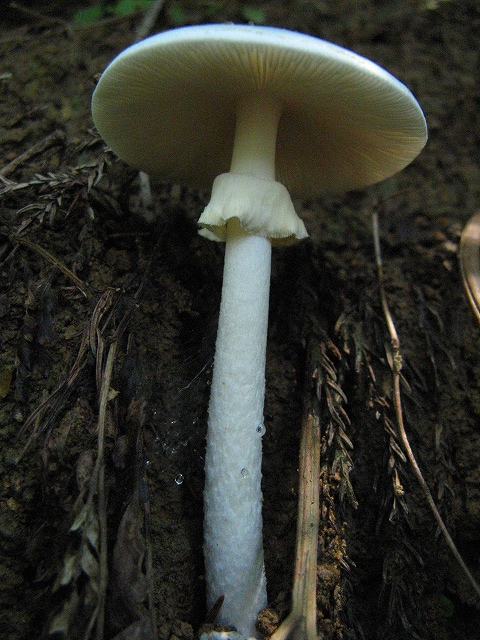
Vit flugsvamp†† (dödligt giftig), notera de vita skivorna som aldrig återfinns hos fullväxta champinjoner.
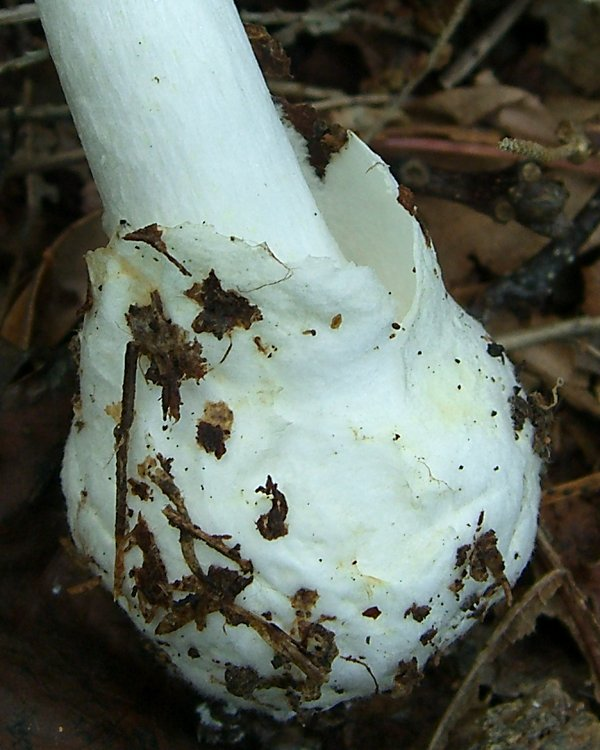
"Strumpan" på vit flugsvamp††.
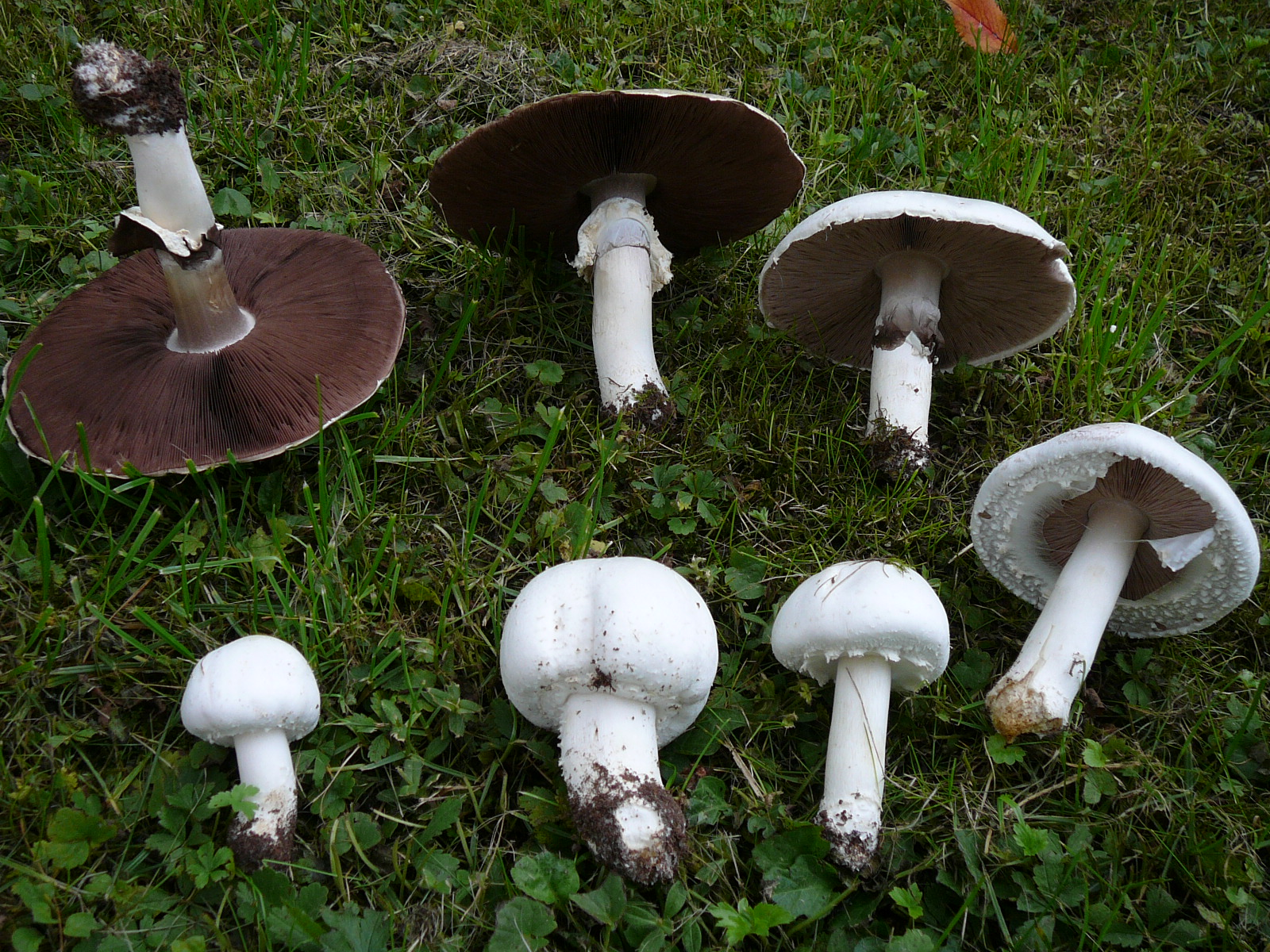
Snöbollschampinjoner i olika stadier, notera foten som saknar strumpa, och skivornas färg.